# Роза Хутір (гірськолижний центр)
«Ро́за Хутір» — цілорічний гірський курорт, розташований на берегах річки Мзимта і гірських схилах на південь від неї в Адлерському районі Сочі.

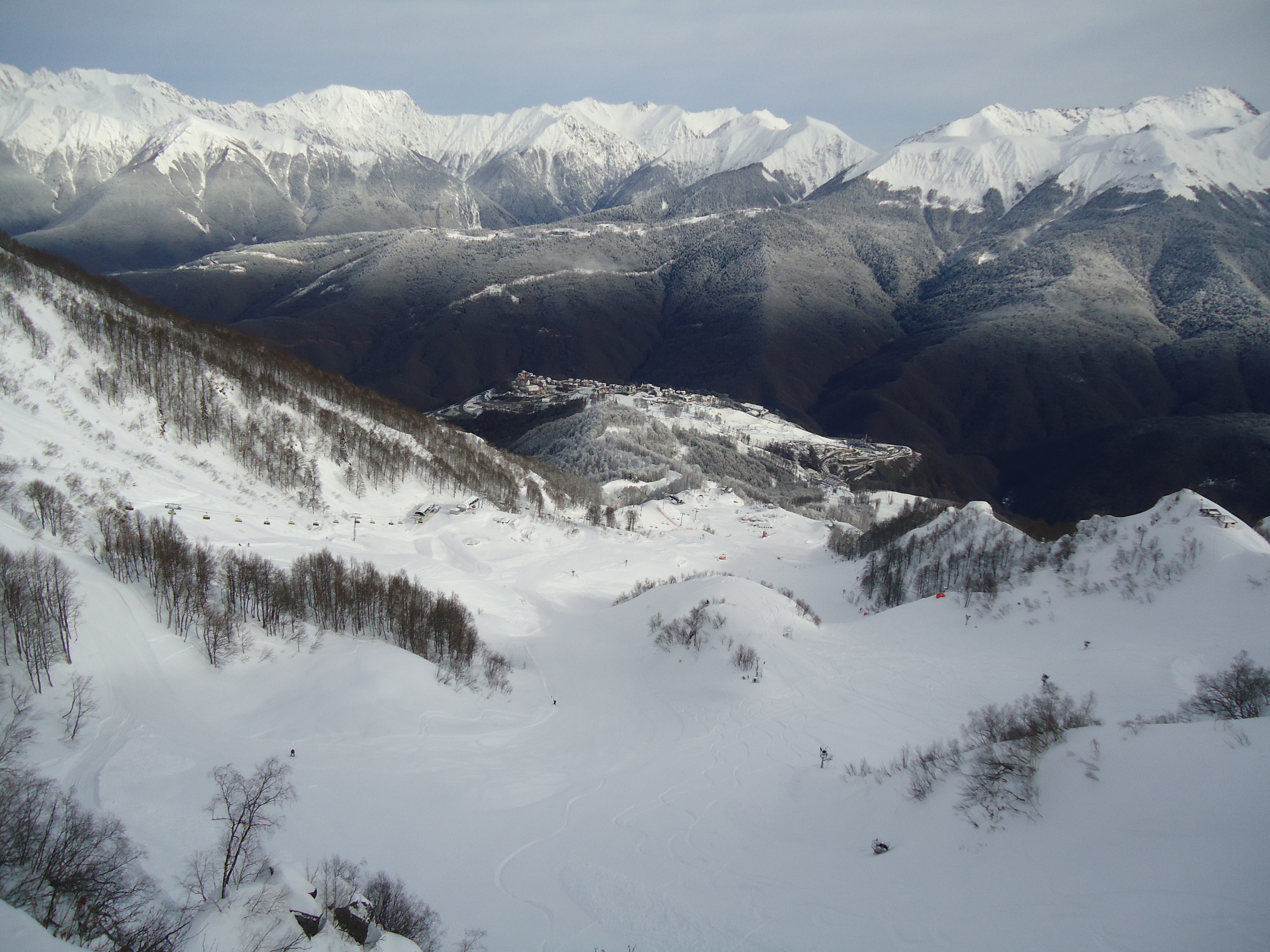
Вид на траси та канатні дороги «Роза Хутор»

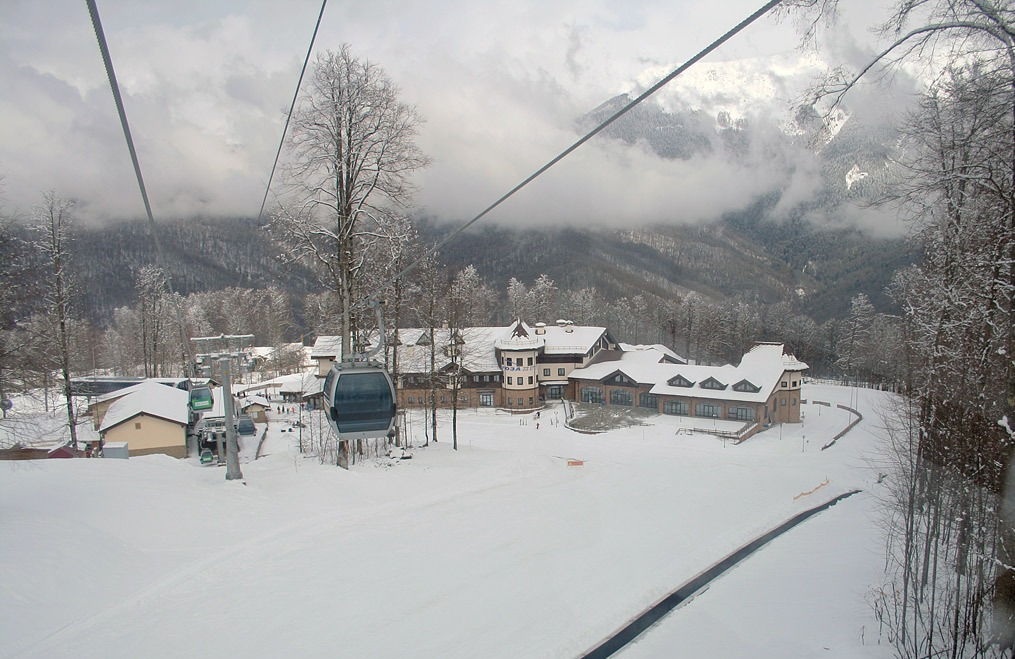
«Роза Плато» на гірськолижному комплексі «Роза Хутор»

На курорті працюють 28 канатних доріг, загальна довжина гірськолижних трас становить 102 км, є 14 готелів, а також власний пляж на чорноморському узбережжі. У зимовий сезон 2017/2018 курорт прийняв 920 тис. відвідувачів. У лютому 2014 року став місцем проведення змагань XXII зимових Олімпійських ігор з гірськолижного спорту, сноуборду та фристайлу.

## Місце розташування

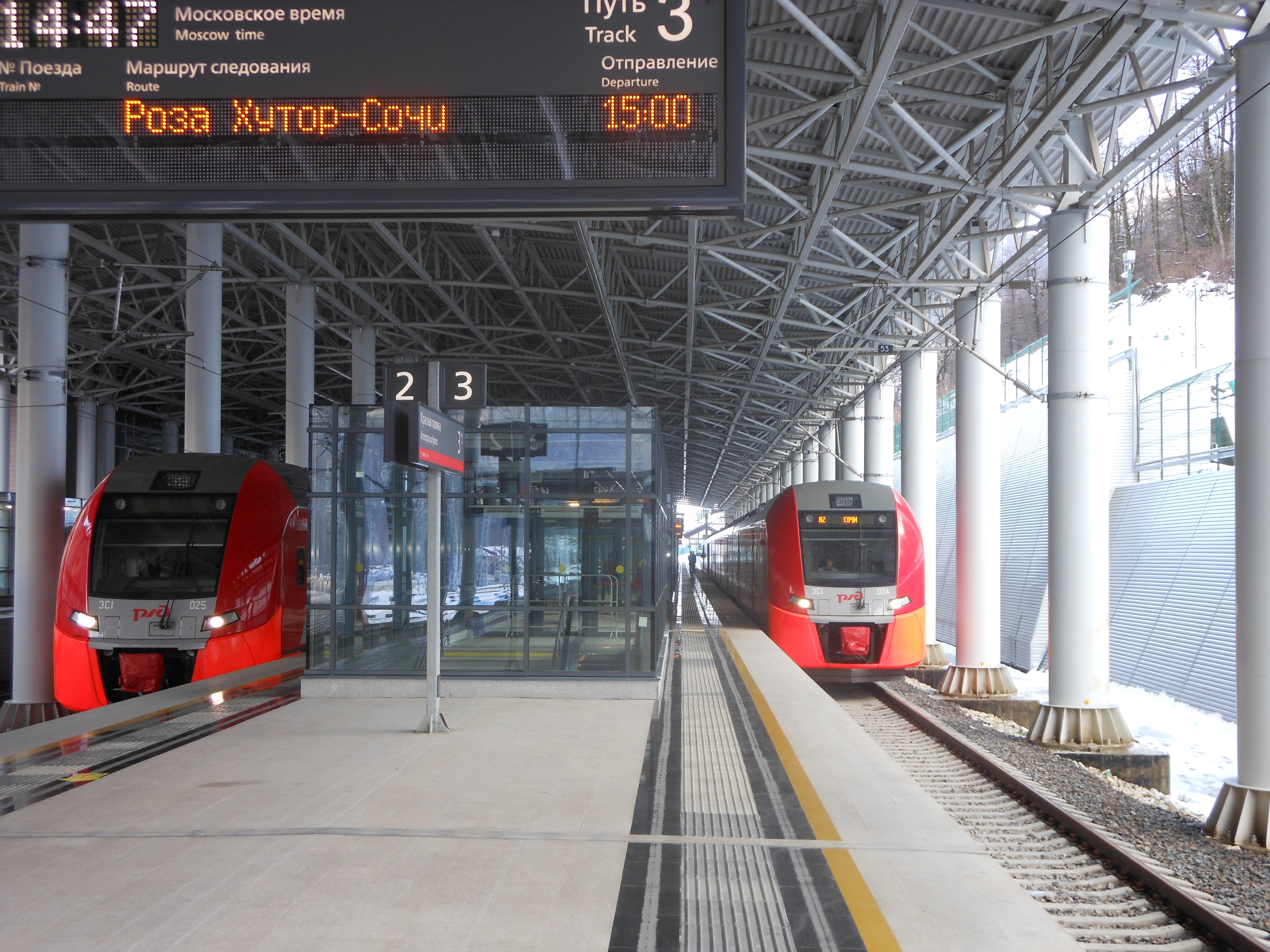
Залізничний вокзал «Роза Хутор»

Гірськолижний курорт розташований за 4 км від селища Естосадок, що входить до складу Краснополянського селищного округу, і знаходиться за 40 км від Адлера, біля підніжжя Головного Кавказького хребта. Від міжнародного аеропорту Адлер до курорту можна дістатися суміщеною автомобільно-залізницею за 30 хвилин. З Сочі курсує електропоїзд «Ласточка».
Територія гірськолижного комплексу «Роза Хутір» охоплює приблизно 1820 гектар північного, північно-східного і південного схилів хребта А\бга, піднімаючись від річки Мзимта з позначки 575 метрів над рівнем моря вгору до вершини гірського хребта в районі вершини Кам'яний Стовп до позначки 2509 метрів над рівнем моря .

## Історія проєкту

### Розвиток гірськолижного комплексу
Будівництво курорту розпочалося задовго до ухвалення рішення про проведення Зимової Олімпіади у Сочі. У 2003 році "Інтеррос" створив компанію з девелопменту гірськолижного курорту «Роза Хутір» у районі селища Естосадок. У квітні 2013 року стало відомо, що ГМК "Норильський нікель" вкладе $336 млн у гірськолижний курорт та Олімпійське село в обмін на частку в проєктах.
У грудні 2010 року були запущені в експлуатацію 4 витяги: «Олімпія» (560 м — 1150 м над рівнем моря), «Заповідний Ліс» (1150—1340м), «Кавказький експрес» (1340—2320м), шестикрісельний витяг (940—1360 м над рівнем моря). Загальна протяжність гірськолижних трас становила 38 км, зокрема олімпійських — 9 км. Близько 50 гектарів гірськолижних трас було обладнано системою штучного снігування. Надалі протяжність олімпійських гірськолижних трас становила 20 км, а загальна довжина всіх трас — 102 км.
Загальний обсяг інвестицій у «Розу Хутір» склав 69 млрд рублів, з яких 55,7 млрд — кредитна лінія, відкрита Зовнішекономбанком. Будівництво комплексу велося компанією "Інтеррос" Володимира Потаніна. Спочатку управління «Роза Хутіром» здійснювала французька Compagnie des Alpes, що має досвід управління найбільшими альпійськими гірськолижними курортами.
Під час будівництва олімпійських об'єктів враховувалися всі вимоги Міжнародного олімпійського комітету, Міжнародної федерації лижного спорту (FIS) та спортсменів. Відповідно до «Програми будівництва Олімпійських об'єктів та розвитку міста Сочі як гірничокліматичного курорту», компанія «Роза Хутір» була відповідальним виконавцем з будівництва наступних олімпійських об'єктів: гірськолижний центр, сноуборд-парк, фрістайл-центр, гірське олімпійське село.

Некомерційні витрати виключно під Олімпійські ігри становили 16 млрд рублів. Володимир Потанін (власник ХК «Інтеррос») заявив у 2012 році:
«Говоримо про шістнадцять мільярдів рублів <витрат на Олімпійські ігри>… Ми всі обрахували, дали цифри. Держава визнає вісім мільярдів, чотири відкидає і стільки залишається під питанням»

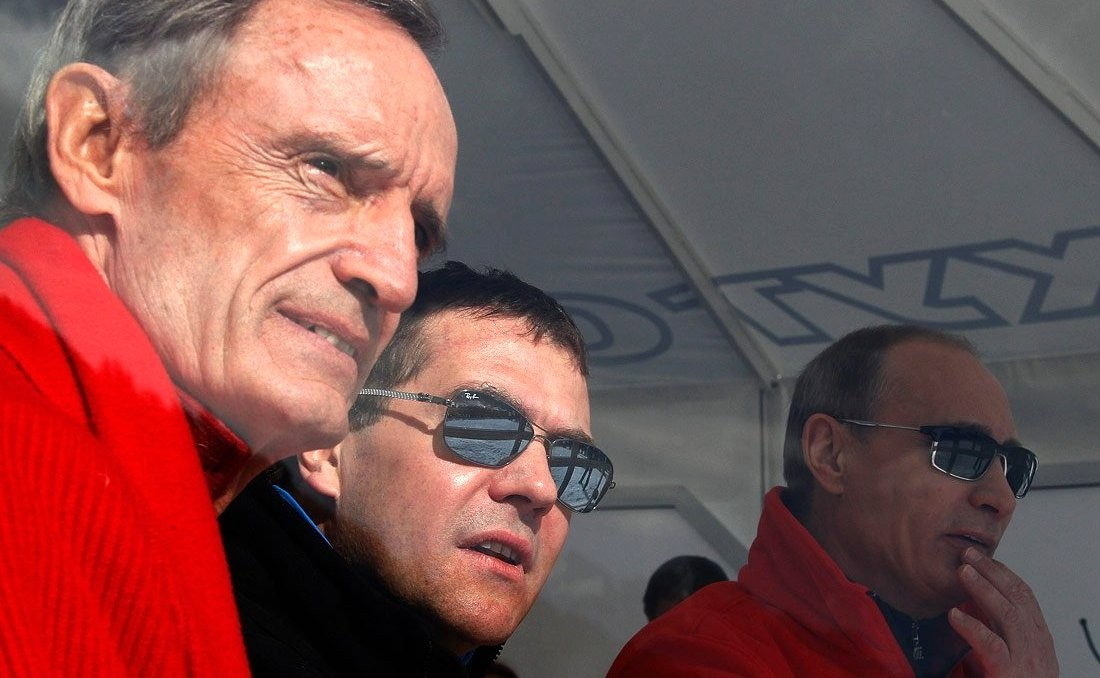
Представник МОК Жан-Клод Кіллі, Дмитро Медведєв та Володимир Путін спостерігають за виступом спортсменів- гірськолижників на перших міжнародних тестових змаганнях у лютому 2011 року.

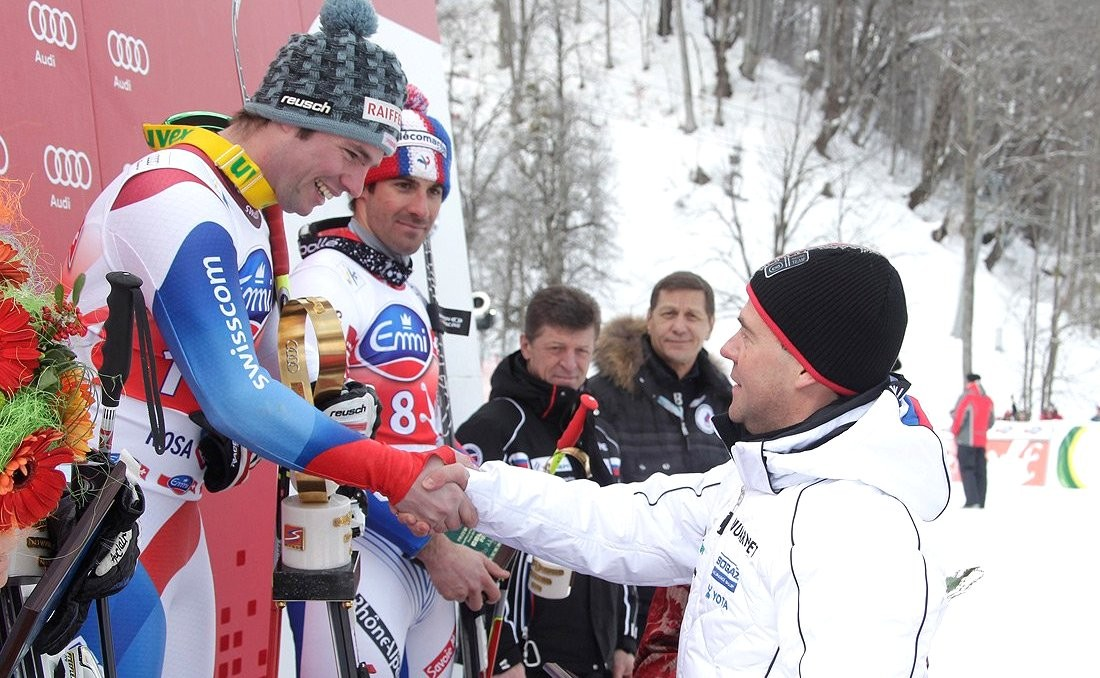
Президент Росії Дмитро Медведєв вітає переможця у швидкісному спуску етапу Кубка світу Беата Фойца (11 лютого 2012 року).

У листопаді 2015 року ЗМІ повідомили, що ТОВ «Роза Хутір» підписало угоду з Сочинським національним парком та Росмайном про сервітут додаткової земельної ділянки розміром 541 га, в результаті цього площа курорту практично подвоїлася. Наприкінці червня 2016 року Державна дума прийняла поправки до закону «Про природні території, що особливо охороняються» (ООПТ), що дозволяють створювати на території всіх російських заповідників «біосферні полігони». Восени того ж року ЗМІ опублікували схему з позначенням кордонів нових курортів «Газпрому» («Лаура») та «Роза Хутір», які планувалося збудувати на території Кавказького заповідника, скориставшись новим законодавством.

### Спортивні події на гірськолижному комплексі «Роза Хутір»
У лютому 2011 року відбулися перші міжнародні змагання на трасах комплексу «Роза Хутір»: у рамках етапу Кубка Європи чоловіки та жінки змагалися у швидкісному спуску та супергіганті.
У лютому 2012 року на гірськолижному курорті «Роза Хутір» відбулися вперше в Росії та на всьому пострадянському просторі змагання етапу Кубка світу з гірськолижного спорту.
У 2014 році «Роза Хутір» став одним з ключових об'єктів XXII зимових Олімпійських ігор та місцем проведення змагань з гірськолижного спорту, сноуборду та фрістайлу.
У лютому 2016 року гірськолижний центр «Роза Хутір» став місцем проведення чемпіонату світу з гірськолижного спорту серед юніорів.
У лютому 2017 року у гірськолижному центрі «Роза Хутір» відбулися змагання Всесвітніх військових ігор.

### Екокурорт концепції

Вид на курорт «Роза Хутір» з канатної дороги

Концепція екокурорту, прийнята компанією «Роза Хутір» у співпраці з екологічними організаціями, включала дотримання забудовниками екологічних стандартів та нормативів, проведення природоохоронних заходів на території Сочинського національного парку, а також підтримку екологічного туризму та освітніх проєктів у галузі екології..

Генеральний директор «Інтерросу» Сергій Барбашов характеризував екологічну політику компанії наступним чином :
<Ми вирішили> «зводити зразковий екокурорт — не лише щодо дружнього ставлення до навколишнього середовища, а й для здійснення програм з екотуризму. Місця там заповідні — територія Сочинського національного парку (СНП). Тому було проведено і надалі детально враховано ретельну екологічну експертизу . Моніторинг проводила група авторитетних експертів, включаючи спеціалістів СНП. Все будівництво йшло за „зеленим“ планом. Застосовувалися „точкова“ вирубка дерев та компенсаційна посадка. Найбільш цінна порода для тутешніх місць — каштани. Ми посадили 25 800 молодих каштанів замість вирубаних на території площею 50 га. З будівництва були пересаджені рослини, занесені до Червоної книги Росії, переселені рідкісні види жаб і ящірок. Щороку ми висаджуємо саджанці ялиць на висоті 1150 метрів над рівнем моря».
Однак надалі екологічні організації різко критикували плани розширення курортів «Роза Хутір» та «Лаура» (Газпрому) у межах Сочинського заказника.
У лютому 2018 року керівництво курорту оголосило про посилення екологічної складової та прийняття нової програми сталого розвитку.

## Інфраструктура гірського курорту

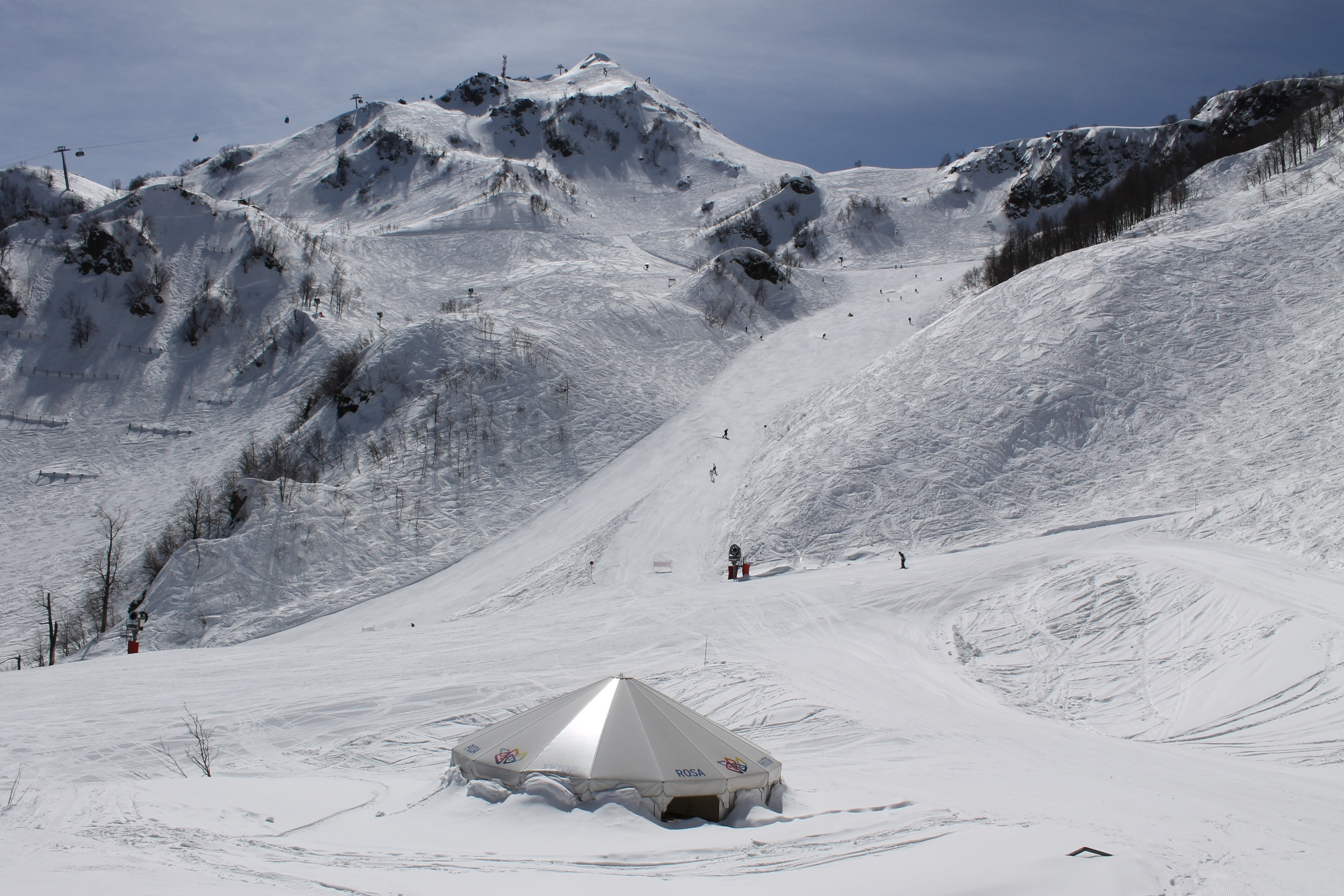
Лижні траси комплексу

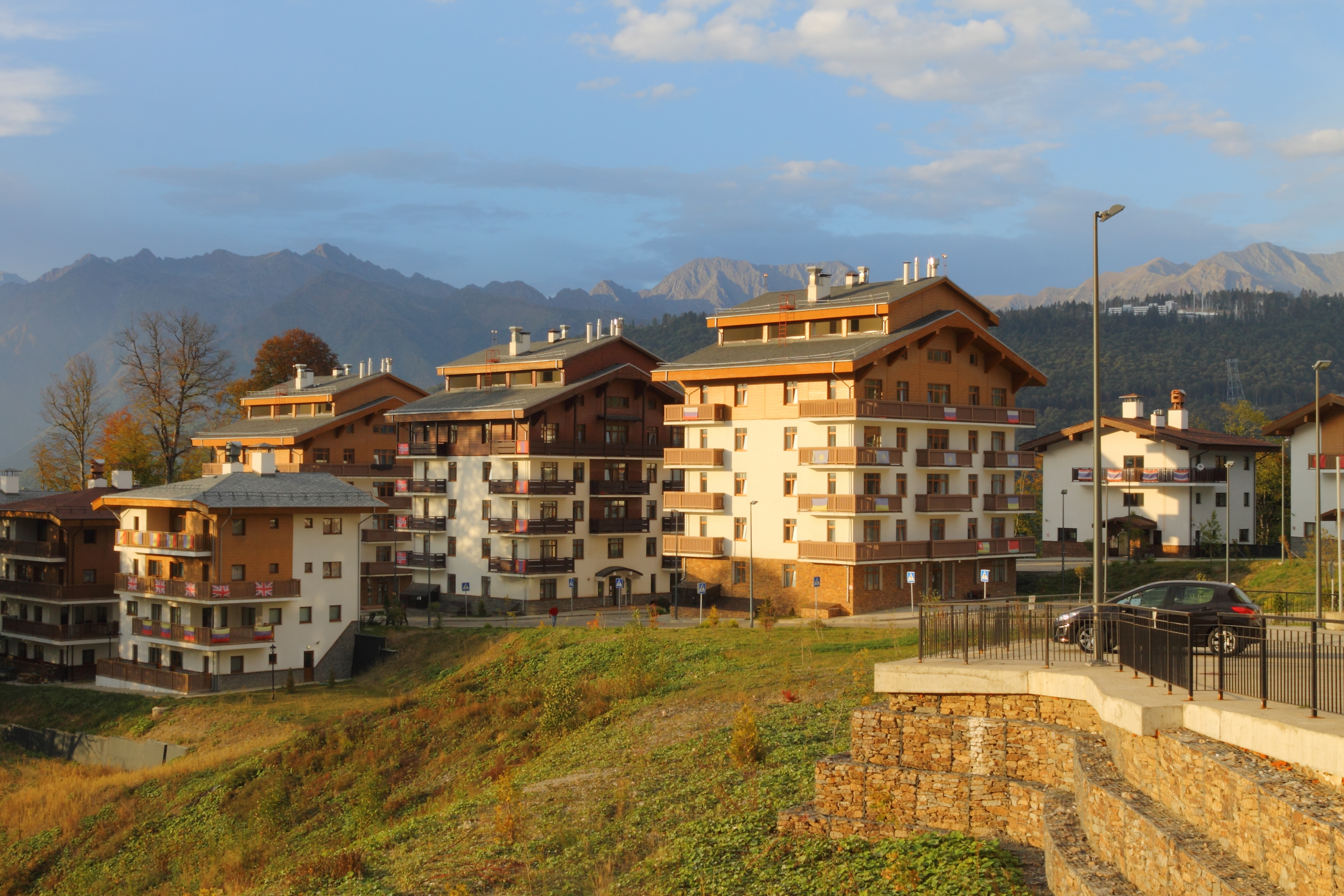
Гірське олімпійське село (1170 м)

Об'єкти гірськолижного курорту «Роза Хутір» розташовані на схилах хребта Аїбга на різних відмітках за висотою від 560 метрів від рівня моря («Роза Долина») до 2320—2509 метрів («Роза Пік», пік Кам'яний Стовп). Володимир Потанін схарактеризував інфраструктуру курорту так:
"Для проєктування «Рози Хутір» ми запрошували найкращих фвхівців світу. <…> Вони сказали, що в районі Червоної Поляни знаходяться найкращі з поки що незадіяних місць для гірськолижного катання. Адже за «Розою Хутір» знаходиться ще кілька чудових для катання долин. І якщо всі майбутні центри об'єднати єдиною системою витягів, то вийде не гірше ніж у знаменитих трьох долинах. Можливо, тому мене свого часу спонукало сказати, що в Червоній Поляні ми збудуємо свій Куршевель "

### Зимовий відпочинок

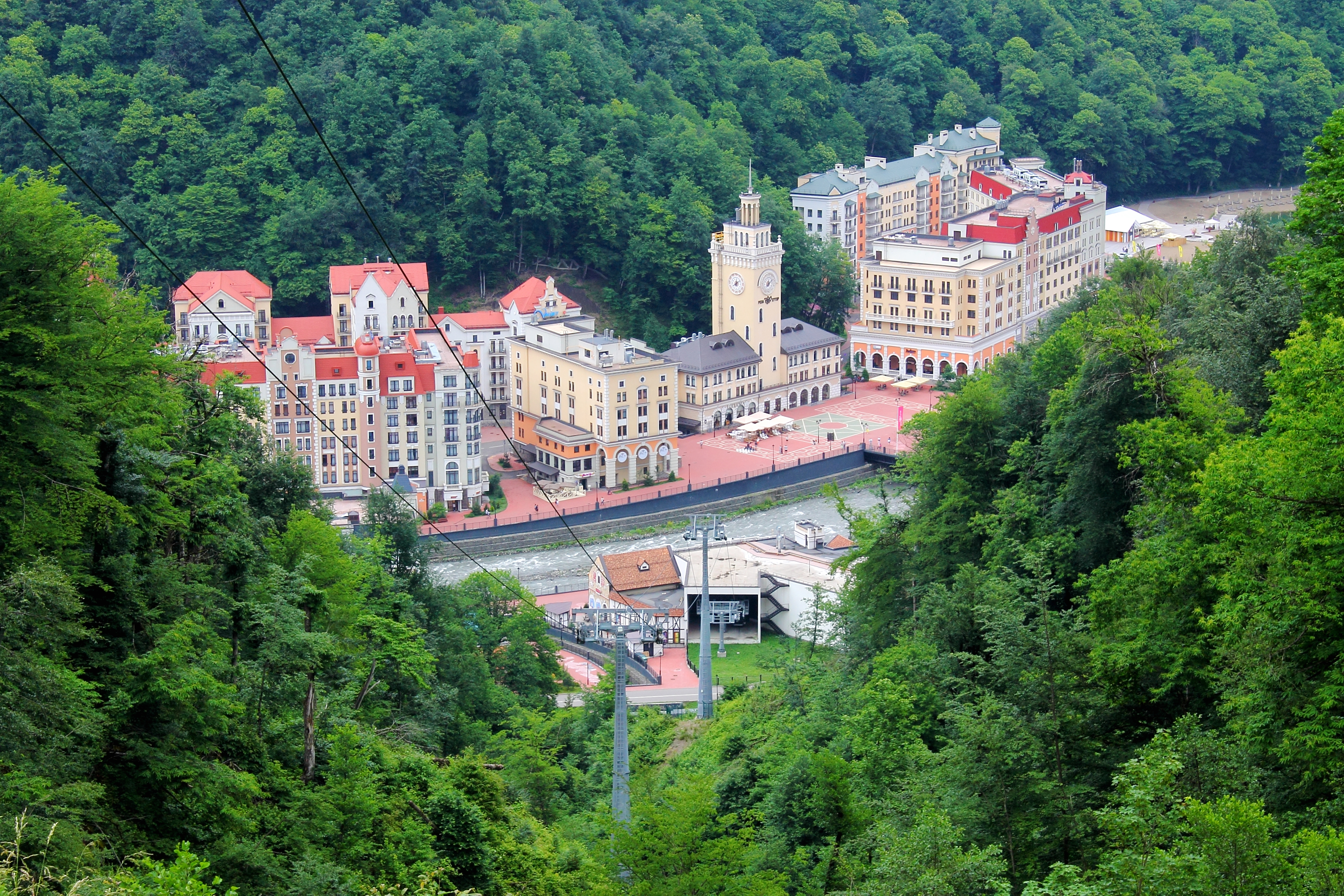
Готелі та інші споруди комплексу на берегах річки Мзимта

Гірськолижна зона комплексу пропонує для катання 102 км трас різної складності — від зелених до чорних. Перепад висот становить 1534 м. На курорті працює 28 витягів, що забезпечують пропускну спроможність у десятки тисяч людей на день. Діюча система штучного заснування трас є найбільшою в Європі. За допомогою системи штучного осніження забезпечується тривалість лижного сезону до 180 днів на рік, залежно від висоти пролягання трас.
Середня швидкість основних підйомників — не менше 6 м/сек.
Спортивні гірськолижні траси розташовані на північних схилах хребта Аїбга і є єдиним об'єктом для проведення змагань з усіх гірськолижних дисциплін: швидкісний спуск, слалом, супер-гігант, слалом-гігант.
Проєктуванням усіх спортивних трас займався відомий гірськолижник, олімпійський чемпіон 1972 року в швидкісному спуску, архітектор гірськолижних трас Міжнародної федерації лижного спорту (FIS) Бернар Руссі . На думку неодноразового олімпійського чемпіона та чемпіона світу, представника МОК Жана-Клода Кіллі траса швидкісного спуску «Роза Хутір» є найкращою у світі. Аналогічно оцінює траси гірськолижного комплексу видатний американський гірськолижник Боде Міллер.
На курорті діє критий льодовий палац «Роза Хутір» з повнорозмірною льодовою ареною та трибунами на 438 місць.

### Літній відпочинок

Башта «Ратуші», стилізована під вежу Сочинського залізничного вокзалу.

Річка Мзимта на курорті «Роза Хутір» під час весняної повені

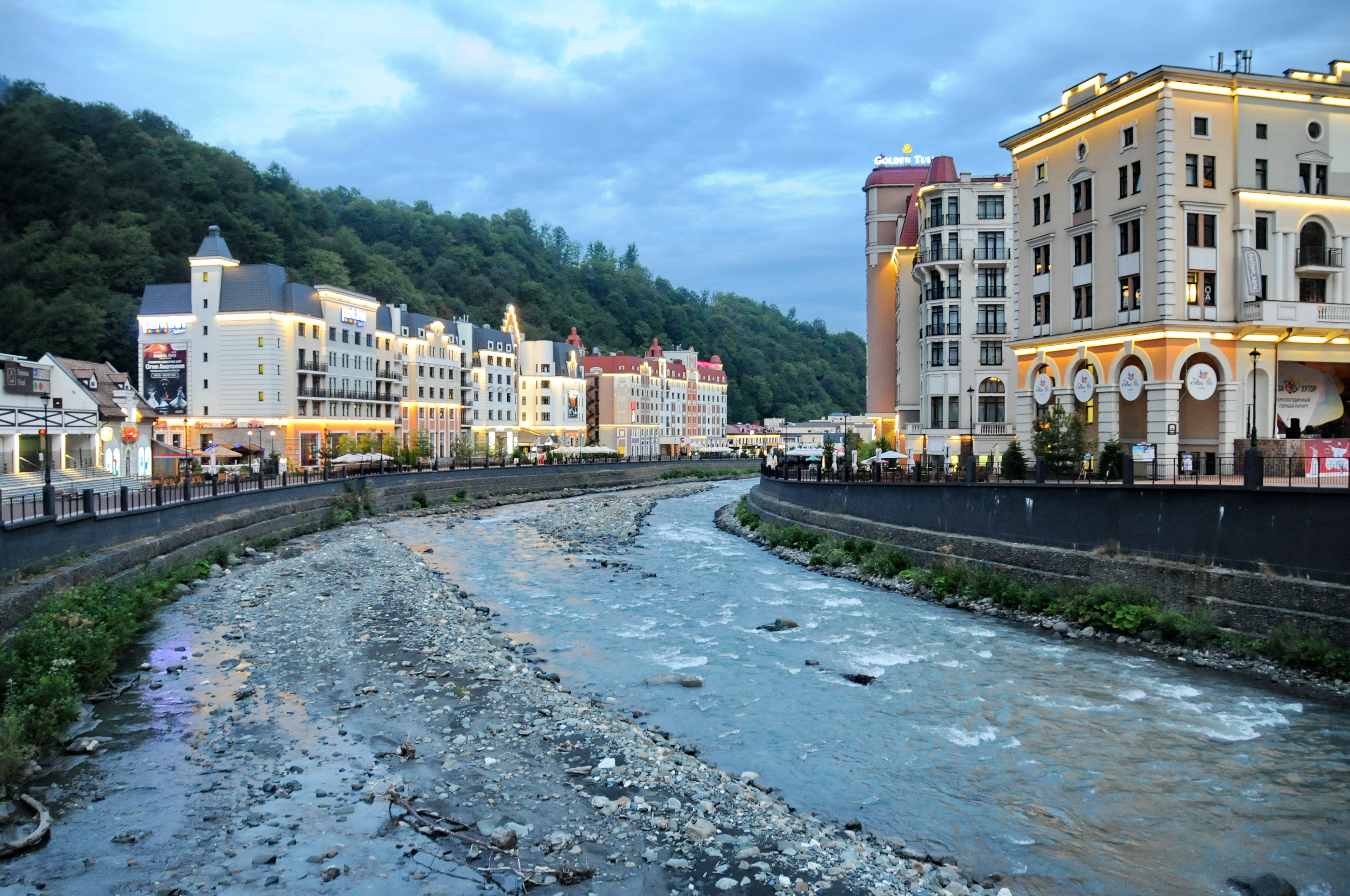
Річка Мзимта на курорті «Роза Хутір» на світанку

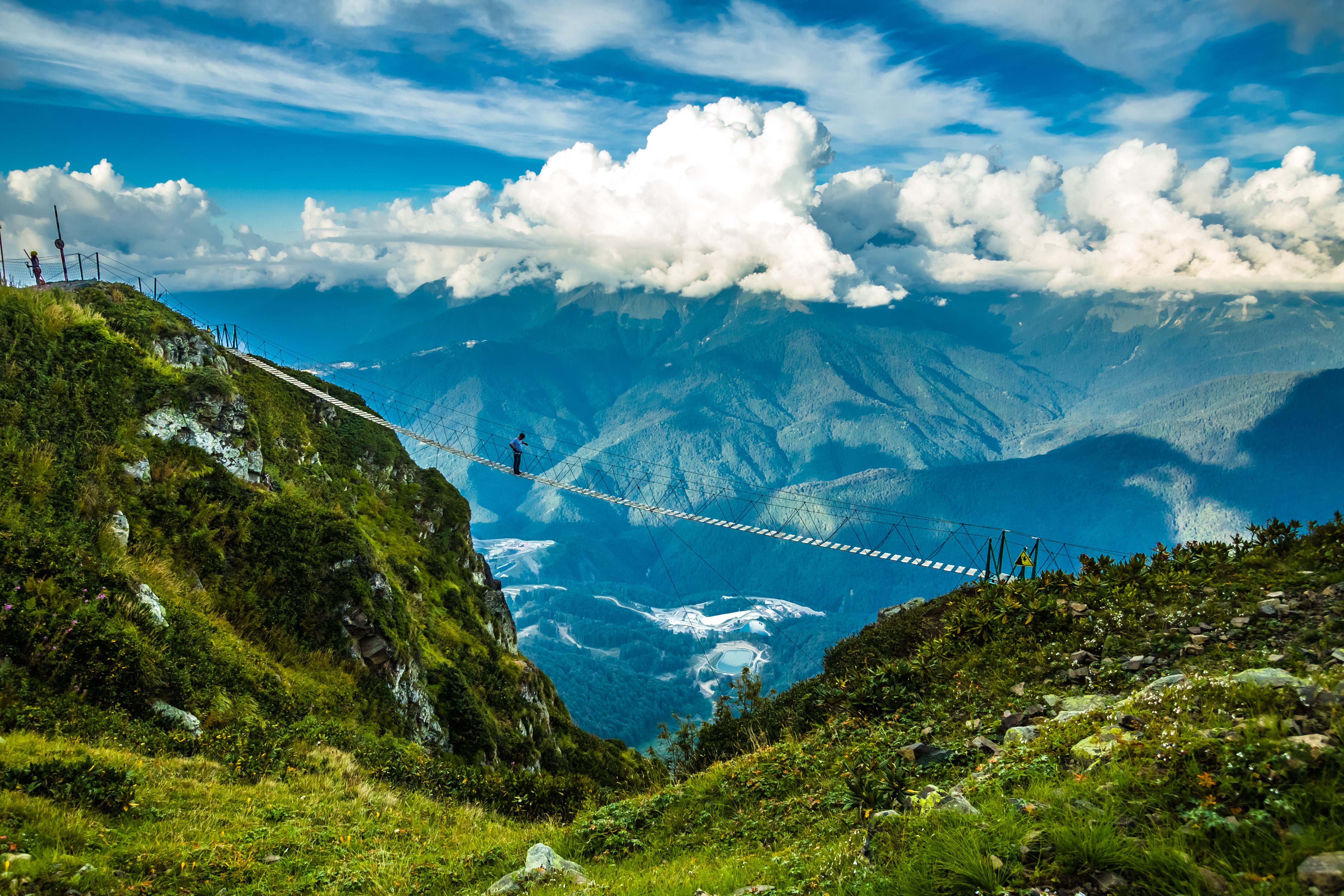
Підвісний міст

Підйомники працюють на курорті в літню пору, забезпечуючи гірські прогулянки (включаючи підйом на найвищий оглядовий майданчик Сочі — вершину Кам'яний Стовп заввишки 2509 метрів).
У межах курорту на південному схилі хребта Аїбга діє природний парк водоспадів Менделіха
У «Роза Хутір» є екстрім-парки, мотузковий «Йєті Парк», автотрек, концертний комплекс «Роза Холл», штучне гірське озеро з пляжем.
Курорт має власний пляж на узбережжі Чорного моря (в Імеретинській долині). Пляжна зона відпочинку обладнана шезлонгами, парасольками, роздягальнями, душовими кабінками, туалетами, медпунктом та понтоном для стрибків. На пляжі є надувний аквапарк та станція прокату сабсерфів та каяків, власний дайвінг-центр, масажна зона та пляжний салон краси, дитяча кімната з нянями, дитячі містечка, прокат велосипедів, веломобілів, самокатів.
Між гірською та прибережною зонами курсують безкоштовні (для гостей курорту) автобуси.
У травні 2018 року пляж курорту «Роза Хутір» був удостоєний сертифікатом якості " блакитний прапор ".

### Готелі
На гірськолижному курорті є 14 готелів . Шість готелів розташовані на березі річки Мзимта у нижній частині витягів. Ще вісім готелів (під час XXII Зимових олімпійських ігор виконували функцію Гірського олімпійського села) відкриті у верхній частині на висоті 1150 м. Підписані угоди з управління готелями з відомими компаніями: Radisson (два готелі — Park Inn і Radisson SAS), Golden Tulip (два готелі — Golden Tulip Rosa Khutor та Tulip Inn Rosa Khutor), Accor (готель під маркою Mercure) та російською мережею Азімут (готель Azimut Freestyle Rosa Khutor).

### Решта інфраструктури

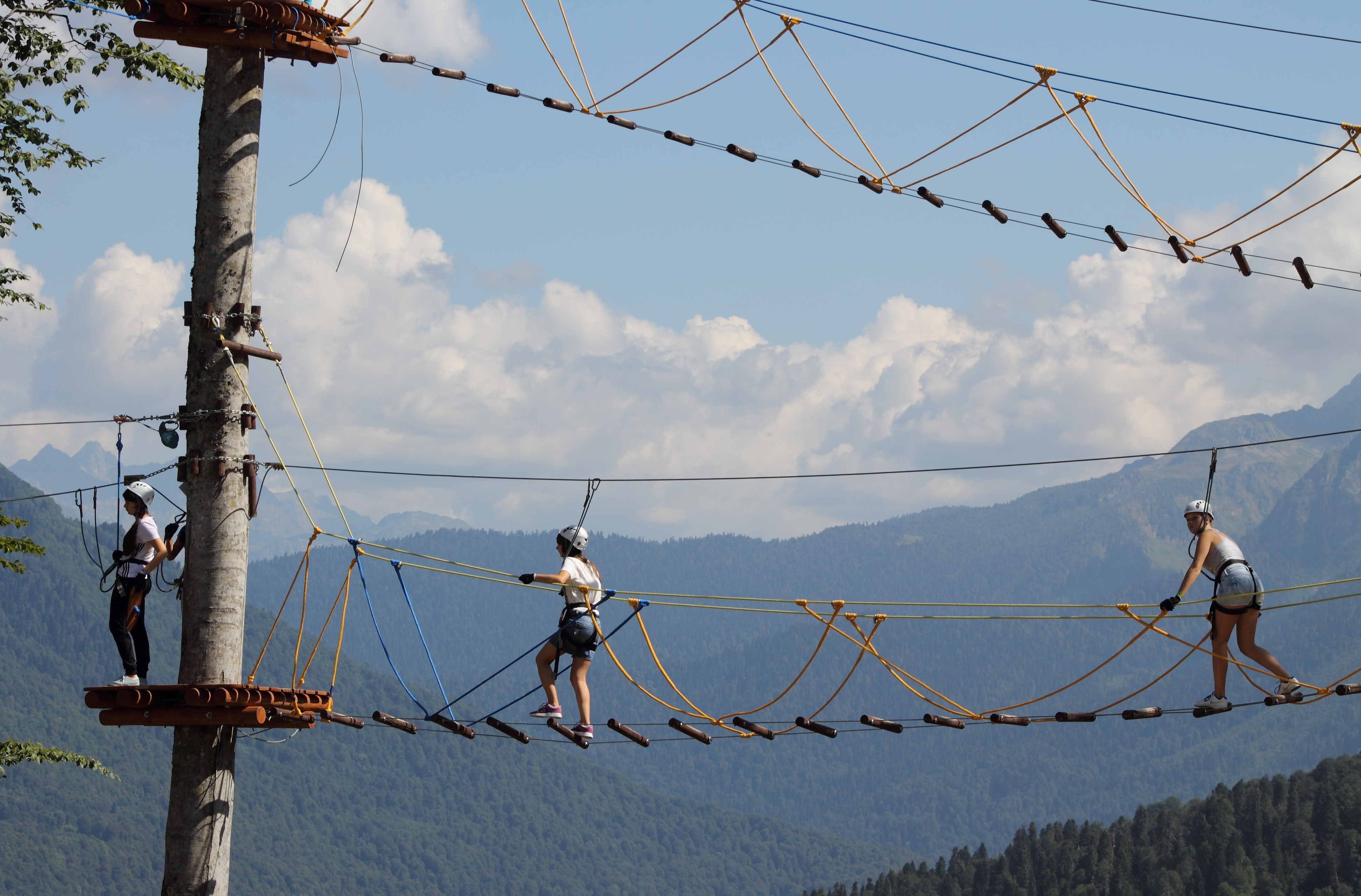
Панда-парк

На нижніх відмітках курорту, звідки починаються канатні дороги.
- пункти прокату спорядження (лижне та для катання на сноуборді, велосипеди, сигвеї тощо);
- камери схову;
- інструкторська служба;
- дитячі гірськолижні школи
- багатоповерхові автостоянки ;
- підприємства громадського харчування: на нижній базі « Макдональдс», численні ресторани;
- ковзанка на штучному льоду ;
- різні магазини;
- відкрите водоймище для купання та обладнана пляжна зона Rosa Beach (у літній час);
- тюбінгова траса;
- дитячі майданчики.

На позначці 1170 м розташовано:
- готелі різного рівня категорійності (під час Олімпіади — Гірське олімпійське село), в яких під час проведення Олімпіади жили представники країн-учасниць змагань з гірських лиж, сноуборду, фрістайлу;
- підприємства громадського харчування;
- пункти прокату;
- інструкторські служби;
- навчальні схили;
- автостоянки.

На верхніх відмітках курорту (від 1170 м та вище) розташовані:
- траси різної складності для катання на лижах та сноуборді;
- численні підйомники та система штучного осніження;
- пункти комунального харчування, у тому числі ресторан «Висота 2320» на верхній станції канатної дороги Кавказький експрес;
- пішохідні стежки різної складності;
- мотузковий парк розваг та тролеї;
- лавинна та рятувальна служби;
- протилавинна система Gazex.

### Нагороди
У 2017 році «Роза Хутір» отримав премію «Золотий Прометей» (номінація «Бренд року»). У 2018 році «Роза Хутір» ушосте став найкращим гірськолижним курортом Росії, отримавши премію World Ski Awards.
У вересні 2020 року на форумі «Спорт. Туризм. «Бізнес», у рамках якого відбулася урочиста церемонія нагородження премією Ski Business Awards 2020. «Роза Хутір» вдруге був відзначений як «Найвідоміший курорт Росії».